# Michelle Maslowski
Michelle Lee Maslowski (Jersey City, 16 gennaio 1979) è un'ex cestista statunitense.

## Carriera
Ala di 188 cm, ha giocato in Serie A1 a Viterbo e Priolo. Ha anche giocato in Europa con Wasserburg, Dorsten, Gdynia e Osiguranje.

## Statistiche
Dati aggiornati al 19 aprile 2012
| Stagione        | Squadra        | Competizione | Partite | Partite | Partite | Statistiche tiro | Statistiche tiro | Statistiche tiro | Altre statistiche | Altre statistiche | Altre statistiche | Altre statistiche | Altre statistiche |
| Stagione        | Squadra        | Competizione | Pres.   | Titol.  | Minuti  | Tiri da 2        | Tiri da 3        | Liberi           | Rimb.             | Assist            | Rubate            | Stopp.            | Punti             |
| --------------- | -------------- | ------------ | ------- | ------- | ------- | ---------------- | ---------------- | ---------------- | ----------------- | ----------------- | ----------------- | ----------------- | ----------------- |
| 2007-2008       | Gescom Viterbo | Serie A1     | 32      | 30      | 935     | 200/405          | 6/30             | 120/158          | 223               | 17                | 69                | 5                 | 538               |
| 2011-2012       | Erg Priolo     | Serie A1     | 19      | 10      | 380     | 52/121           | 8/31             | 43/54            | 68                | 6                 | 15                | 3                 | 171               |
| Totale carriera |                |              |         |         |         |                  |                  |                  |                   |                   |                   |                   |                   |